# Neuville-de-Poitou
Neuville-de-Poitou é uma comuna francesa na região administrativa da Nova Aquitânia, no departamento de Vienne. Estende-se por uma área de 17,06 km². Em 2010 a comuna tinha 5 391 habitantes (densidade: 316 hab./km²).